# Corydalis zambuii
Corydalis zambuii là một loài thực vật có hoa trong họ Anh túc. Loài này được C.E.C.Fisch. & Kaul mô tả khoa học đầu tiên năm 1940.